# 88 Poems
88 Poems is een postume bundeling van Ernest Hemingways poëzie die in 1979 werd gepubliceerd door uitgeverij Harcourt Brace.
Het bevat een aantal gedichten verschenen in tijdschriften, gedichten uit Hemingways eerste boek Three Stories and Ten Poems, en 47 niet eerder gepubliceerde gedichten die waren gevonden in particuliere collecties en in de Hemingway papers van de Kennedy Library.
88 Poems, onder redactie van Nicholas Gerogiannis, bevat gedichten die Hemingway schreef in de periode 1912-1956. Het is praktisch de hele poëtische productie van de auteur, uitgezonderd vier gedichten waarvoor zijn weduwe Mary Welsh Hemingway (zijn vierde en laatste echtgenote) geen toestemming gaf tot publicatie.
Van deze achtentachtig gedichten werden er vijfentwintig gepubliceerd toen de auteur nog in leven was en zeventig dateren van voor 1929, de datum van publicatie van de roman A Farewell to Arms. 